# Jessen Paulin
Jessen Paulin, né le 29 mai 1974 à Senneterre, est un homme fort canadien.

## Biographie
Résident de Gatineau, Québec, Paulin est connu pour être un multiple champion de l'Homme le plus fort au Québec et a remporté deux fois le championnat L'Homme le plus fort au Canada en 2005 et 2006, alors que Hugo Girard, plusieurs fois champion et ancien champion du monde, était en réadaptation à la suite d'une intervention chirurgicale sur un pied blessé. En 2007, il est couronné Homme le plus fort en Amérique du Nord, un événement disputé par six Canadiens et six Américains. Jessen gagnera ce titre à nouveau en 2008.
Paulin est devenu la vedette canadienne d'hommes forts en 1999, années pendant laquelle il a tout d'abord atteint la finale d'homme le plus fort au Canada et a terminé en 9e place. Paulin a reçu la plus grande partie de sa formation avec l'aide de Girard et a souvent partagé la même routine d'entraînement.
En 2002, Paulin atteint enfin la scène mondiale en terminant deuxième de L'Homme le plus fort au Canada et en répétant le même exploit en 2003 et 2004. En 2003, Jessen qualifié pour la finale pour la première et unique fois à la compétition The World's Strongest Man, termine finalement à la 8e place.